# هنري ورسلي
اليستير إدوارد هنري ورسلي (بالإنجليزية: Alastair Edward Henry Worsley)‏ والمعروف بـ"هنري ورسلي هو ضابط بالجيش البريطاني ومستكشف ومُغامر بريطاني. شارك بمغامرة ناجحة سنة 2009 لتتبع خطى إرنست شاكلتون في المنطقة القطبية الجنوبية.
توفي في يناير 2016 أثناء محاولته قطع القطب الجنوبي منفرداً دون مساعدة أحد، حيثُ قضى 71 يوماً قبل أن يتم تقله إلى مستشفى في بونيتا أرينا في شيلي، حيثُ توفي هُناك بسبب الجفاف الحاد وتعطل أعضاء جسمه.

## روابط خارجية
- هنري ورسلي على موقع IMDb (الإنجليزية)